# شیگئاکی آبه
شیگئاکی آبه (انگلیسی: Shigeaki Abe؛ زادهٔ ۲۲ سپتامبر ۱۹۴۷) بازیکن بسکتبال اهل ژاپن بود.